# Lithina
Lithina là một chi bướm đêm thuộc họ Geometridae.